# Park Narodowy Biak-na-Bato
Park Narodowy Biak-na-Bato – park narodowy położony na Filipinach, w regionie Luzon Środkowy, w prowincji Bulacan, na wyspie Luzon. Zajmuje powierzchnię 2117 ha.
Jest to obszar chroniony w ramach Krajowego Zintegrowanego Systemu Obszarów Chronionych (NIPAS), który został ogłoszony przez prezydenta Filipin, Manuela Luisa Quezona, dnia 16 listopada 1937 roku w Proclamation No. 223.

## Położenie
Park znajduje się 12 km od miejscowości San Miguel de Mayumo, na północ od Manili. Obejmuje południową krawędź pasma górskiego Sierra Madre oraz górską dolinę rzeki Balaong.

## Etymologia
Nazwa Biak-na-Bato oznacza w języku filipińskim „podzielone głazy”. Słowa te odnoszą się do formacji skalnych, które występują na terenie parku.

## Historia
W jaskini Aguinaldo swoje schronienie miał przywódca Filipińczyków, Emilio Aguinaldo, podczas powstania przeciwko Hiszpanom.

## Flora i fauna
Na terenie parku zaobserwowano duża różnorodność biologiczną roślin. Wśród flory dominują ślazowce z rodziny dwuskrzydlcowatych (Dipterocarpaceae).
W jaskini Paniquie zaobserwowano nietoperze, natomiast w jaskini Cuarto-cuarto zarejestrowano ptaki zwane Nido. Na terenie parku widziano jastrzębie, a także żółwie z rodzaju Terrapene, które pierwszy raz odnotowano w 1960 roku.

## Przyroda nieożywiona
Szacuje się, że na terenie parku występuje około 100 jaskiń. W wielu z nich zaobserwowano stalaktyty oraz różne formacje skalne. Występują tu także wodospady, a wśród nich Tilandong Falls. 

## Turystyka
Na terenie parku wytyczono szlaki turystyczne umożliwiające zwiedzanie jaskiń.

## Zagrożenia
Poważnym zagrożenie dla funkcjonowania parku są kopalnie. Działalność wydobywcza zostały zgłoszona w granicach istniejącego parku. Działalność rolnicza sprawia problemy we wschodniej części parku.